# Faust – Vom Himmel durch die Welt zur Hölle
Faust – Vom Himmel durch die Welt zur Hölle ist eine Theaterverfilmung von Johann Wolfgang von Goethes Faust I aus dem Jahr 1988. Die Hauptrollen der in Zusammenarbeit mit den Münchner Kammerspielen entstandenen Inszenierung spielten Helmut Griem als Faust, Romuald Pekny als Mephisto und Sunnyi Melles als Gretchen. Regie führte Dieter Dorn.

## Inhalt
Der Teufel Mephistopheles wettet mit dem Herrn, dass er es schafft, den verbitterten Wissenschaftler Faust vom rechten Wege abzubringen. Der hat sich der schwarzen Magie verschrieben, um auch die letzten Geheimnisse des Lebens zu lüften. In seinem Eifer beschwört er sogar den Erdgeist, dem er sich verbunden fühlt. Dieser aber hat für Faust nur Spott und Hohn übrig und verschwindet wieder. Am Boden zerstört sieht er im Leben keinen Sinn mehr und beabsichtigt zunächst, sich mit Gift das Leben zu nehmen; besinnt sich aber im letzten Moment.
Am nächsten Tag spaziert er zusammen mit seinem Famulus Wagner über das Feld, wo die Menschen das Osterfest feiern. Dort begegnen sie einem schwarzen Pudel, den Faust mit in seine Studierstube nimmt. Abends, vom Spaziergang erquickt, macht er sich daran, das Johannesevangelium in die deutsche Sprache zu übersetzen, als der Pudel plötzlich zu knurren und zu bellen beginnt. Zu Fausts großem Erstaunen zerfließt der Pudel und verwandelt sich schließlich in Mephistopheles. Dieser kann das Haus nicht mehr verlassen, da ihm der Ausgang durch ein auf den Boden gezeichnetes Pentagramm versperrt wird. Mit List versetzt er Faust, der ihn nicht gehen lassen will, in einen magischen Schlaf und beschwört Ratten herauf, die das Symbol zernagen und ihm so die Flucht ermöglichen.
Kurz darauf kehrt Mephisto zurück und schließt mit Faust einen Pakt, laut dem er Anspruch auf des Doktors Seele hat, wenn es ihm gelingt, ihm die wahre Erfüllung zu verschaffen. Dazu nimmt Mephisto ihn mit auf eine Reise; zunächst nach Leipzig, wo er in einem Weinkeller einen teuflischen Schabernack mit vier Zechern treibt infolgedessen diese sich gegenseitig die Nasen abschneiden. Danach bringt er Faust in die Küche einer Hexe, die ihm einen Trank kredenzt, der ihn wieder zu einem stattlichen jungen Mann werden lässt.
Auf der Straße begegnet Faust Margarete, die er ob ihrer Schönheit sofort heiß begehrt. Er verlangt von Mephisto, dass er sie ihm als Geliebte verschaffen und auch ein Geschenk für sie auftreiben soll. Am nächsten Tag ist Mephisto außer sich vor Zorn, denn das Schmuckkästchen, das er in Gretchens Schrank gelegt hatte, wurde von ihrer Mutter gefunden und zur Beichte gebracht, wo es der Priester sofort eingestrichen hatte. Nun schleicht Mephisto um Gretchens Nachbarin Marthe Schwerdtlein herum, um sie zur unwissenden Komplizin zu machen. Marthe fungiert nur zu gern als Kupplerin und stellt ihren Garten als Treffpunkt zur Verfügung. In den nächsten Tagen kommen Faust und Gretchen einander näher, bis Faust ihr schließlich ein Fläschchen mit einem Betäubungsmittel für ihre Mutter gibt, um endlich die Nacht mit ihr verbringen zu können.
Am Stadtbrunnen trifft Gretchen auf Lieschen, die ihr von einer gemeinsamen Bekannten erzählt, die sich auf einen Mann eingelassen hatte, der sie geschwängert und danach verlassen hat. Gretchen plagt nun ihr Gewissen, da sie sich Faust hingegeben hat, und betet zur heiligen Maria um Vergebung.
Gretchens Bruder Valentin, der von ihrem „Fehltritt“ erfahren hat und nun auch um seine Ehre fürchtet, legt sich auf die Lauer, um dem Freier den Garaus zu machen. Als Faust mit Mephisto erscheint, der Margarete ein unanständiges Ständchen singt, springt er hervor und fordert Genugtuung. Mephisto stachelt Faust an, Valentin niederzustechen, als diesem durch Mephistos Zauber die Hand erlahmt. Gemeinsam fliehen sie und lassen den Verwundeten zurück. Noch im Sterben verwünscht er Gretchen für ihr unzüchtiges Benehmen und nennt sie eine Hure. Gretchen ist am Boden zerstört und bricht auf der Totenmesse für ihren Bruder und ihre Mutter, die an dem angeblichen Betäubungsmittel starb, ohnmächtig zusammen.
Währenddessen nimmt Mephisto Faust mit zur Walpurgisnacht auf dem Brocken, wo Hexen, Geister und Teufel eine wilde Orgie feiern. Faust will bis zum Gipfel vorstoßen, in der Hoffnung, dort Antworten auf bisher ungelöste Mysterien zu finden. Mephisto dagegen überredet ihn zum Tanz mit einer lüsternen Hexe. Von dieser wendet sich Faust aber letztlich ab, als er eine Erscheinung bemerkt. Eine bleiche, nackte Frau, die Gretchen gleicht, schwebt über dem wüsten Treiben und hat eine rote Linie wie von einem Henkersbeil am Hals.
Nachdem Faust erfahren hat, dass Margarete sein Kind geboren und es in ihrer Verzweiflung getötet hat und nun im Kerker auf ihre Hinrichtung wartet, wird er von heftigen Gewissensbissen geplagt. Er verlangt von Mephisto, ihn zu ihr zu bringen und ihm zu helfen, sie zu befreien.
Im Kerker angekommen, hält die dem Wahnsinn nahe Margarete Faust zunächst für ihren Henker und schreckt zurück. Als sie ihn doch erkennt, ist sie hin- und hergerissen zwischen der Zuneigung, die sie für ihren Geliebten empfindet, und dem Abscheu, den sie für den Mörder ihres Bruders hegt. Beinahe ist sie bereit mit Faust zu gehen. Aber als sie bemerkt, dass Mephisto noch immer sein ständiger Begleiter ist, wendet sie sich von ihm ab und übergibt sich der Gnade Gottes.
Der niedergeschlagene Faust flieht mit Mephisto und Gretchen bleibt in ihrer Zelle zurück.

## Kritiken
- Lexikon des internationalen Films: „Eine diskussionswerte Auslegung des Goetheschen Weltgedichts nach einer Inszenierung der Münchner Kammerspiele; ohne bemerkenswerte Bildsprache und schauspielerisch weitgehend glanzlos.“[1]

- Cinema: „Theaterregisseur Dorn lieferte […] eine angestrengt moderne Interpretation des Klassikers.“

## DVD-Veröffentlichung
- Faust – Vom Himmel durch die Welt zur Hölle / Euro Video / 7. Januar 2005